# Johannes Hage (journalist)
Johannes Dam Hage född 3 april 1800, död 16 september 1837, var en dansk publicist, bror till Bolette Puggaard, Alfred Anton Hage, Hother Hage och Christopher Theodor Friedenreich Hage.
Johannes Dam Hage avlade 1824 teologisk och 1830 filologisk examen samt blev 1827 adjunkt och var 1830–36 lektor vid Roskilde katedralskola. 
Från 1834 var Hage en flitig medarbetare i veckobladet Fædrelandet och redigerade detsamma september 1835–juni 1837. 
Han skrev just den artikel, som ådrog Fædrelandet dess första åtal (november 1834) och medförde professor Davids avsättning.
Hage var en kunskapsrik och fosterlandsälskande man. Hans framträdande som publicist sammanföll med frihetskänslans uppvaknande i Danmark efter 1830, och han var i Danmark den förste kämpen för pressens frihet.